# Philip Isett
Philip J. Isett (1986) é um matemático estadunidense, que trabalha com equações diferenciais parciais (EDP), em especial com problemas de regularidade em EDP da hidrodinâmica.
Isett estudou na Universidade de Maryland, com bacharelado em 2008. Obteve um doutorado em 2013 na Universidade de Princeton, orientado por Sergiu Klainerman. No pós-doutorado foi C.L.E. Moore instructor no Instituto de Tecnologia de Massachusetts e Post-Doctoral Scholar da Fundação Nacional da Ciência. Foi a partir de 2016 professor assistente na Universidade do Texas em Austin sendo desde 2018 professor no Instituto de Tecnologia da Califórnia.
Recebeu o Clay Research Award de 2019 juntamente com Tristan Buckmaster e Vlad Vicol.

## Publicações selecionadas
- com Tristan Buckmaster, Camillo De Lellis, Laszlo Székelyhidi: Anomalous dissipation for 1/5-Hölder Euler flows, Annals of Mathematics, Volume 182, 2015, p. 127–172
- A proof of Onsager’s conjecture, Annals of Mathematics, Volume 188, 2018, p. 871–963, Arxiv
- Hölder Continuous Euler Flows in Three Dimensions with Compact Support in Time, Annals of Mathematical Studies, Princeton UP 2017, Arxiv Preprint
- Nonuniqueness and existence of continuous, globally dissipative Euler flows, Arxiv 2017